# 卡瑟姆若马尔特·托卡耶夫
卡瑟姆若马尔特·克梅尔吾勒·托卡耶夫（羅馬化：Qasym-Jomart Kemelūly Toqaev，發音：[qɑˈsəm ʑoˈmɑrt kʲeˌmjelʊˈɫɯ toˈqɑjef]；1953年5月17日—），哈萨克斯坦政治家、外交官，擁有政治学博士學位。哈萨克斯坦共和国前总理（1999－2002年），2013年10月16日—2019年3月19日任哈萨克斯坦议会参议院议长。2019年3月19日，哈萨克斯坦时任总统努尔苏丹·纳扎尔巴耶夫宣布辞职，托卡耶夫繼任总统。

## 政治生涯

### 苏联时期
1970年，托卡耶夫考入苏联莫斯科国立国际关系学院，接著进入苏联外交部工作。在大学五年级时，受任苏联驻中华人民共和国大使馆实习6个月。
1975年，托卡耶夫进入苏联外交部工作，任职苏联驻新加坡共和国大使馆。1979年，回到苏联外交部。1983年，赴中华人民共和国北京语言大学进修中文10个月。
1984年至1985年，再次任職於苏联外交部，接著赴苏联驻华大使馆工作，历任二秘、一秘、参赞。1991年，考入莫斯科苏联外交部外交学院，参加高级外交官培训班。

### 哈萨克斯坦共和国时期
1992年，出任哈萨克外交部副部长。1993年，擔任外交部第一副部长。1994年，任外交部长。1999年3月，晋升为副总理。
1999年10月，由國会批准與哈萨克斯坦共和国总统令，托卡耶夫出任总理。2002年1月辞职，随后被任命为国务秘书兼外交部长。托卡耶夫任职外交部长共计10年（1994－1999，2002－2007）。
托卡耶夫任外长期间，在核不扩散领域发挥了积极作用。在1995年与2005年，托卡耶夫出席了在纽约召开的《不扩散核武器条约》审议大会。1996年，在纽约签署了《全面禁止核试验条约》。2005年，在塞米巴拉金斯克签署了《中亚无核武器区条约》。
2003年，主持内陆发展中国家国际部长级会议。会议制定了“阿拉木图行动纲领”，并通过了“内陆发展中国家的阿拉木图宣言”。
托卡耶夫参加了十届联合国大会，曾当选为独联体外长理事会主席與上海合作组织主席。當時，托卡耶夫的外交官级别为特命全权大使。
2007年1月，当选为哈萨克斯坦议会参议院议长。
2008年，托卡耶夫以哈萨克斯坦议会参议院议长的身份，当选为欧洲安全与合作组织议会副议长。
2011年3月，联合国秘书长宣布任命托卡耶夫为联合国日内瓦办事处总干事、联合国副秘书长、联合国秘书长在裁军谈判会议个人代表，兼任裁军谈判会议秘书长。同時是负责瑞士联合国工作人员安全的高级官员。
2013年10月16日，当选为哈萨克斯坦参议院议长。

### 哈萨克斯坦总统
2019年3月20日，哈萨克斯坦时任总统纳扎尔巴耶夫辞职後，托卡耶夫繼任总统。
2019年3月20日，提议将首都阿斯塔纳改名为“努尔苏丹”，以纪念哈萨克斯坦於蘇聯独立后的第一任总统努尔苏丹·纳扎尔巴耶夫。随后哈萨克斯坦议会通过宪法修正案，将首都阿斯塔纳更名为努尔苏丹。2019年3月24日，托卡耶夫正式簽署了關於將哈薩克首都名稱從阿斯塔納更改為努爾-蘇丹的總統令。
2019年4月9日，托卡耶夫宣布，哈萨克斯坦将在6月9日提前进行总统选举。4月23日，『祖国之光党』在首都举行非例行代表大会，纳扎尔巴耶夫主持会议，会议决定推举托卡耶夫代表祖国之光党参选总统。
2019年6月9日，以近71%的得票率当选为总统。
2022年哈薩克斯坦抗議爆發後，接替辭職的努爾蘇丹·納扎爾巴耶夫出任國家安全委員會主席。
2022年4月26日，托卡耶夫以保持政治中立为由宣布退出阿瑪納特（原名：祖国之光）。
2022年11月20日，再度当选为总统。

## 著作
- 《溯流而上:忆我的父亲》：这本书由民族出版社出版，描述了作者父亲童年时期遭遇的不幸和在苏德战争时期与德国法西斯浴血奋战的战斗经历，追忆了父亲走上文学创作道路所遭遇的艰辛。书中还对作者父亲生前结交的同事和友人、同行作家、诗人做了介绍。

- 《制胜》：这本书详细描述了哈萨克斯坦外交政策的形成和发展，介绍了与总统纳扎尔巴耶夫在外交舞台上所展开的一系列重大活动。书中还首次介绍了纳扎尔巴耶夫总统与其他国家领导人交往和谈判的有关情况。

- 《阿拜遗产——人类分享》：这是为哈萨克斯坦总统托卡耶夫特别为阿拜诞辰175周年时出版的诗集中文译作撰写的序言。托卡耶夫在文中写道，“无论时代变迁，阿拜著作的重要性没有削弱。相反，当今他的著作经过思想的筛选，应当深刻领会，值得全新认知”。

## 家庭状况
托卡耶夫已婚，育有一子。其父凯梅尔·托卡耶夫（1923年—1986年）参加过第二次世界大战，战后毕业于基洛夫哈萨克国立大学，长期在哈萨克加盟共和国内务部工作，用哈萨克语写作了一系列侦探、谍战小说，被誉为哈萨克侦探小说之父。其母图拉·莎巴帕耶娃（Турар Шабарбаева，1931年—2000年）任教于哈萨克外国语师范学院。

## 个人成就
托卡耶夫精通俄语、英语、漢語，懂法语。除此之外，还拥有政治学博士学位、出版过九本专著、发表过大量有关国际事务的论文。托卡耶夫现为『世界人文与自然科学院』的成员、慕尼黑安全会议“智者”理事会成员、深圳大学（中国）名誉教授、俄罗斯联邦外交部外交学院名誉教授和博士、校董事会董事、哈萨克斯坦对外关系委员会名誉主席。他也是世界和传统宗教领袖大会秘书处的负责人，以及日内瓦外交与国际关系学院名誉院长。被授予哈萨克斯坦共和国外交部N. Tyryakulov纪念奖章、俄罗斯联邦外交部戈尔恰科夫奖章、日内瓦大学“学士”学位，以及洛里奇纪念奖章。根据俄罗斯传记协会的统计，他进入《2018年度人物》获奖名单。
托卡耶夫曾担任哈萨克斯坦乒乓球联合会主席13年。他曾在哈萨克斯坦共和国和其他国家荣获多个奖项。

## 个人观点
2014年11月24日，在阿斯塔纳举行的议会会议上，他表示哈萨克斯坦政治结构的特点为“强有力的总统，权威的议会，负责的政府”。
2016年4月29日，在哈萨克斯坦参议院关于土地租赁和出售土地法修正听证会上，他强调：“我们不仅要保证，农业用地不会卖给外国人。并且我们要通过立法和其他方式来确保这一重要条款的实施，以便没有人利用各种狡猾的方法来规避此要求。最重要的是，必须确保国家元首对于国家土地，以及高效合理使用土地管辖权的要求。”
2017年9月22日的议会教育听证会上，关于将哈萨克语转写为拉丁字母的问题，他指出：“我们必须完成具有战略意义的任务：翻译出拉丁字母表。就像国家元首指出的那样，将哈萨克语用拉丁字母转写是朝着融入全球科学和教育体系迈出的一步，确保我们精神统一。我们需要认真，渐进地开展这项工作，而不是‘大跃进’。但是推迟它是没有意义的。最重要的是，我们没有犯错误的权利。”
卡·托卡耶夫曾批评哈萨克语对应拉丁字母的初始版本：“国家委员会没有就拉丁字母表做出最终的决定，因此在报纸或者其他地方使用拉丁字母还为时过早。”2018年2月19日，新的字母表通过以后，卡·托卡耶夫向所有参与“历史事件”的人表示祝贺。
2018年12月19日，在参议院的一次会议中，托卡耶夫提议加强对毒贩的处罚为终身监禁或者死刑，因为他们的活动像恐怖活动一样威胁到国家利益，不過後來哈薩克已於2021年正式廢除和平時期和戰爭時期的死刑。